# NGC 1924
NGC 1924 је спирална галаксија у сазвежђу Орион која се налази на NGC листи објеката дубоког неба.
Деклинација објекта је - 5° 18' 37" а ректасцензија 5h 28m 1,9s. Привидна величина (магнитуда) објекта NGC 1924 износи 12,5 а фотографска магнитуда 13,3. Налази се на удаљености од 31,6000 милиона парсека од Сунца. NGC 1924 је још познат и под ознакама MCG -1-14-11, NPM1G -05.0244, IRAS 05255-0521, PGC 17319.